# Stadionul Olimpic din Torino
Stadionul Olimpic din Torino (italiană Stadio Olimpico di Torino) a fost construit în anul 1933 pentru a putea găzdui probele de la Campionatul European de Atletism din 1934. Inițial s-a numit Stadio Municipale Benito Mussolini.
De asemenea este folosit de cluburile de fotbal din Torino Juventus F.C. și Torino F.C.. În 2005 a fost recondiționat și îmbunătățit pentru a putea găzdui ceremoniile de deschidere și închidere de la Jocurile Olimpice de iarnă din 2006 desfășurate la Torino.

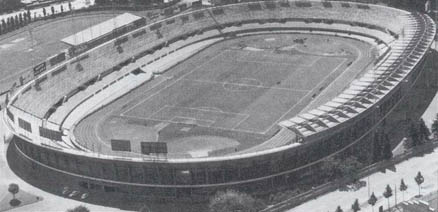
În anii 1930
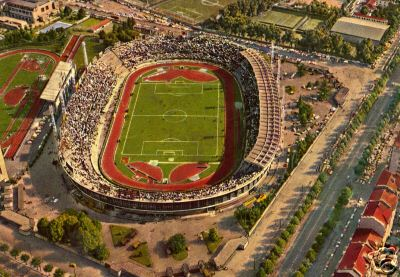
În anii 1980
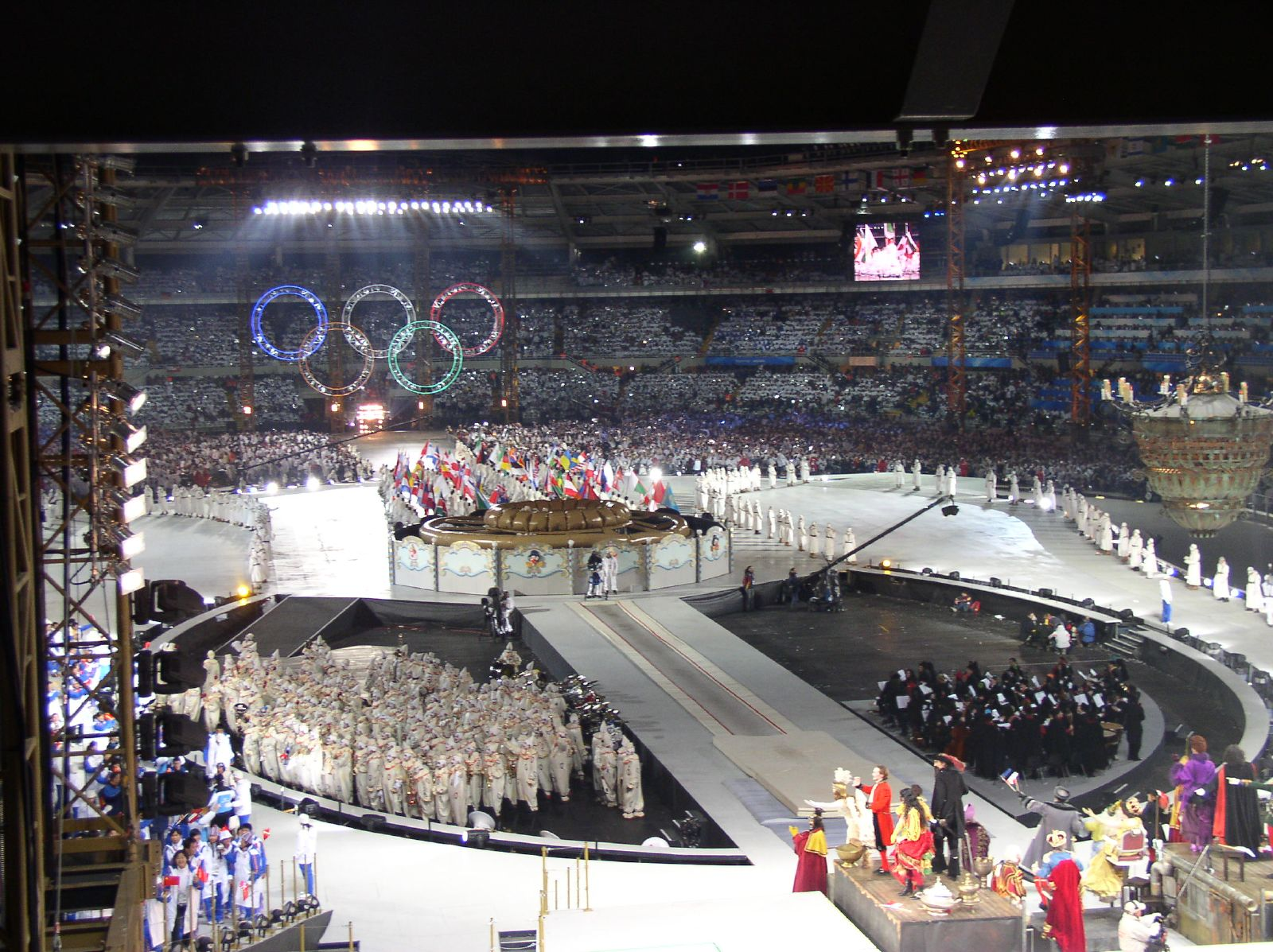
La JO din 2006